# ウイルスの進化
ウイルスの進化（ウイルスのしんか、英語:Viral evolution）は、進化生物学とウイルス学のサブフィールドであり、特にウイルスの進化に関心を持つ領域である。ウイルスの世代時間は短く、多くのウイルス（特にRNAウイルス）の突然変異率は相対的に高い。この高い突然変異率と自然淘汰とが組み合わさることによってウイルスは宿主の環境の変化に迅速に適応する。ほとんどのウイルスは多くの子孫を残し、変異した遺伝子は多くの子孫に渡されていく。

## 最終共通祖先 (LUCA)とウイルス

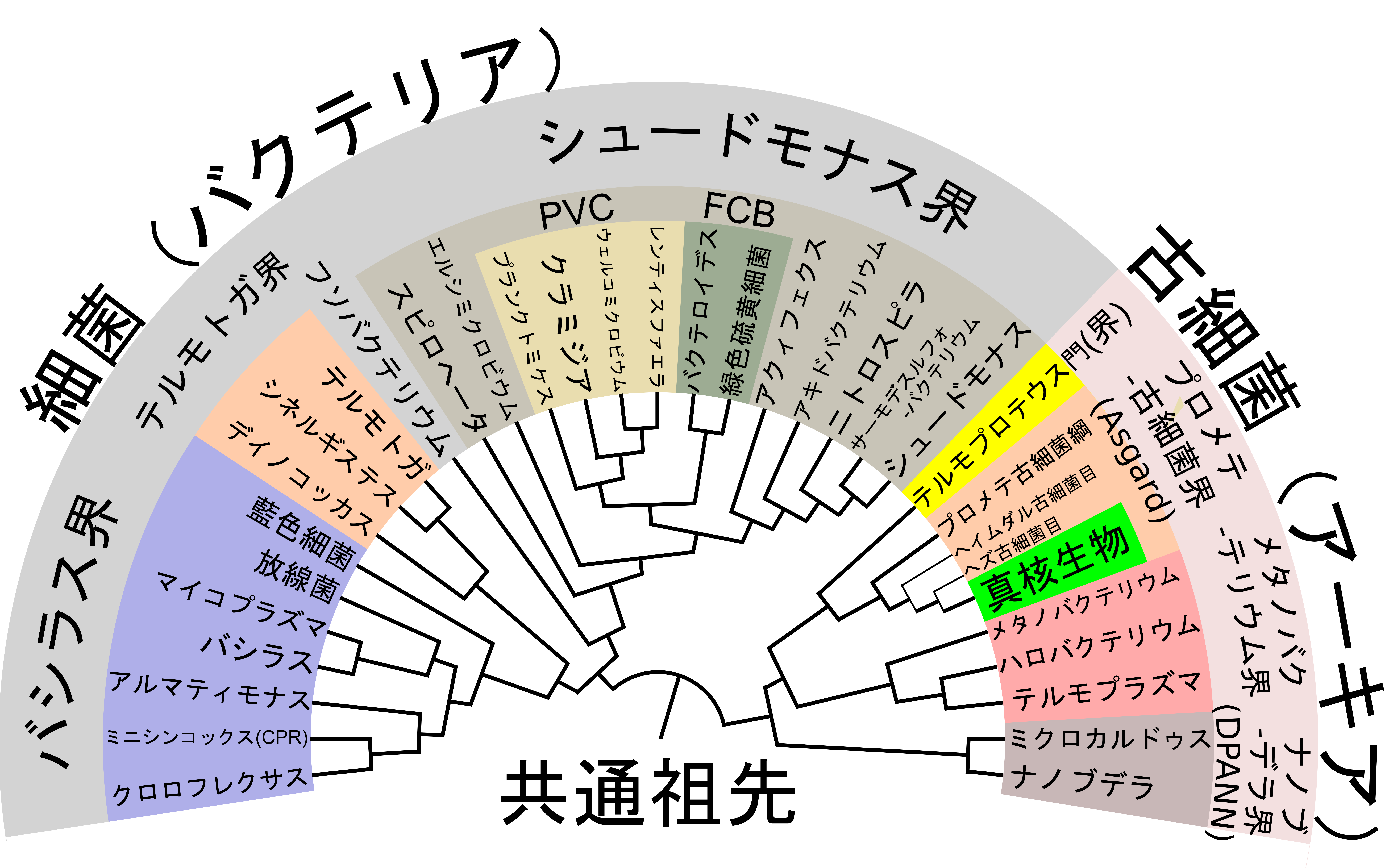
全生物を対象にした進化系統樹例。

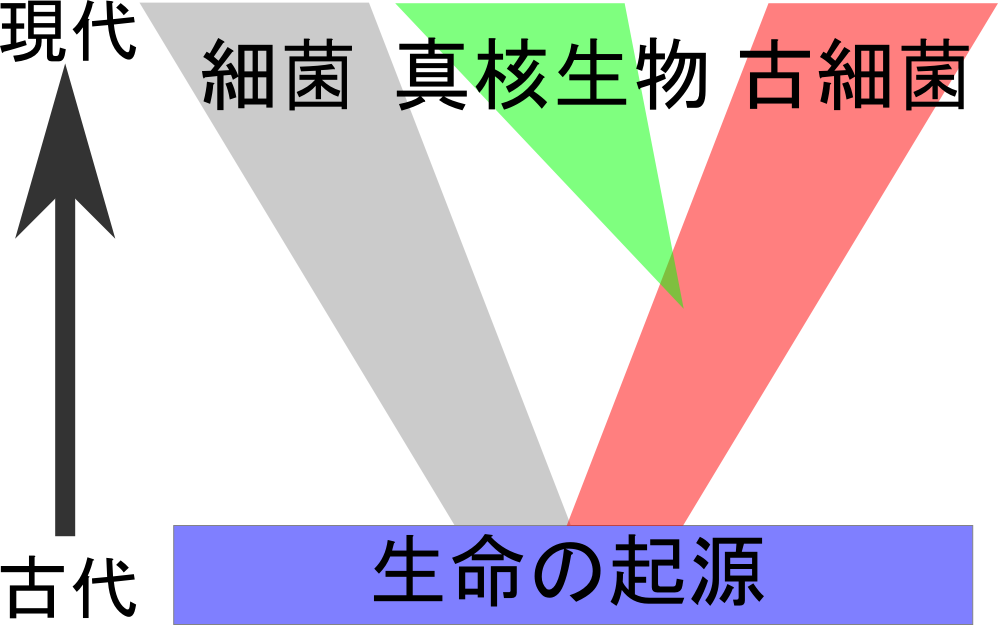
細菌、古細菌、真核生物の生物の3ドメインの関係図

ウイルスは古代から存在してきた。細菌（バクテリア）、真核生物（ユーカリオタ）、古細菌（アーキア）の生物の3ドメインの各ドメインとウイルスとの関係を解明してきた分子レベルの研究によれば、生命の分岐以前に、ウイルスタンパク質が最終共通祖先(英語:Last universal common ancestor、LUCA)に感染していたことが示唆されている。
LUCAとは現生生物（細菌とアーキアと真核生物）の共通祖先のことで、クラウングループの中では最初の生物であるが、ステムグループまで含めれば、最初の生物ではない可能性がある。
LUCAにウイルスが感染したということは、生命の進化の初期にいくつかのウイルスが出現したことを示しており、おそらく複数回発生したことを示す。また、共通祖先の構造遺伝子とゲノム複製遺伝子の置換を通じて、新しいウイルスグループが進化の全ての段階で繰り返し出現してきたことも示唆されている。

## 仮説の種類
ウイルスの起源と進化に関する古典的仮説にはウイルス優先仮説、還元仮説、脱出仮説の三種あり、それぞれの限界が指摘されきたが、しかし、近年のウイルス学はこうした仮説を再評価する段階にあり、共進化仮説やキメラシナリオ仮説などが出現している。

### ウイルス・ファースト仮説
- ウイルス・ファースト仮説・ウイルス優先仮説（Virus-first hypothesis）:ウイルスは細胞が地球に最初に現れる前にタンパク質や核酸の複雑な分子から進化したという仮説[1][2]。この仮説では、ウイルスは細胞型生物の誕生に寄与した[11]。この仮説は、ウイルスのゲノムはいずれも細胞との相同性を持たないタンパク質をエンコードするという考えによって補強される。ウイルス・ファースト仮説は、ウイルスは複製のために宿主細胞を必要とするというウイルスの定義に反していることを理由にしりぞけられることがある[1]。

### 還元仮説・縮退仮説
- 還元仮説 (Reduction hypothesis）・縮退仮説（degeneracy hypothesis) :ウイルスはかつて大きな細胞に寄生する細胞だったとする[12][13]。この仮説は、寄生細菌に類似した遺伝物質を持つ巨大ウイルスの発見によって支持されるが、なぜ極小の細胞性寄生体（the smallest of cellular parasites）でさえウイルスに似ていないのかを説明するものではない[11]。

### 脱出仮説・流浪仮説
- 脱出仮説（Escape hypothesis）・流浪仮説（vagrancy hypothesis): 一部のウイルスは生物の遺伝子から逃げたDNAまたはRNAの小片から進化したとする[14]。しかし、この仮説は細胞には見られないウイルス特有の構造を説明するものではなく、さらにウイルス粒子の複雑なカプシド構造についても説明するものではない[11]。

### 共進化仮説・泡理論
- 共進化仮説（Coevolution hypothesis）・泡理論 (Bubble Theory): 生命が誕生した当初、初期レプリコン (自己複製が可能な遺伝情報の断片) の集団が熱水泉や熱水噴出孔といった食物源の近くに存在したと仮定する。この食物源は、自己集合してベシクルになる脂質様分子 (lipid-like molecules) も産出した。また、ベシクルはレプリコンを包み込むことがあった。食物源に近いレプリコンはよく生育できたが、食物源から遠く離れたところでは希釈されていない最良の資源はベシクルの中ということになる。したがって、進化的圧力はレプリコンを2つの道すじに沿って発展させることになった。1つはベシクルとの融合であり、これが細胞になっていった。もう1つは、ベシクルに侵入し、そのリソースを利用して増殖し、別のベシクルに向けて旅立つというものである。これがウイルスになっていった[15]。

### キメラ起源仮説
- キメラ起源仮説（Chimeric-origins hypothesis）：ウイルスの複製モジュールや構造モジュールの進化を分析した結果に基づいて、ウイルスの起源に関するキメラ的仮説が2019年に提唱された[8]。このキメラ起源仮説によると、ウイルスの複製モジュールは原始の遺伝子プールから生まれた (ただし、その後のウイルスの長い進化の過程で、宿主となる細胞によって複製にかかわる遺伝子が置換される事態が多数発生した)。これとは対照的に、ウイルスの構造にかかわる主要なタンパク質をエンコードする遺伝子は、さまざまなウイルスが進化する過程で、機能的に分化した宿主細胞のタンパク質から進化した[8]。この仮説は3つの伝統的な仮説のいずれとも異なっているが、ウイルス・ファースト仮説と脱出仮説の要素が組み合わさったものである。

## レトロウイルス

### 内在性レトロウイルス
RNAウイルスと宿主である人類とは共進化してきた。ウイルスが生物のゲノムに内在化した痕跡である「ウイルス化石」としてはこれまでにレトロウイルスが知られる。生物はレトロウイルスの遺伝子をゲノムに組み込み、内在性レトロウイルス(Endogenous retrovirus, ERV) として遺伝し、ゲノムの多様性を広げてきた。

### ほ乳類とレトロウイルスの進化的軍拡競争：APOBEC3遺伝子
内在性レトロウイルス(ERV)は、宿主のゲノムに残るウイルス感染の痕跡であり、哺乳類においてゲノムの大きな割合を占めることから、哺乳類の祖先はレトロウイルス感染にさらされてきたと考えられる。哺乳類は、レトロウイルス感染に対抗するためにウイルス感染防御機構を進化させてきた。
このような感染防御を担う遺伝子にAPOBEC3遺伝子（Apolipoprotein B mRNA editing enzyme, catalytic polypeptide-like 3）がある。APOBEC3遺伝子は、核酸のシトシンのアミノ基を脱アミノ化し、ウラシルへと転換する酵素である。レトロウイルスの複製の逆転写過程において合成されるマイナス鎖（ナンセンス鎖）のウイルスゲノム中のシトシンをウラシルに変異させることにより、プラス鎖（センス鎖）のウイルスゲノムにグアニンからアデニンへの変異を蓄積させる。こうしてウイルス遺伝子にミスセンス変異、ナンセンス変異が挿入され、ウイルス遺伝子の機能が失われることにより、ウイルス感染を阻害する。
ほ乳類の進化においてAPOBEC3ファミリー遺伝子は遺伝子重複により多様化してきたが、これはレトロウイルスの複製・増殖を抑制するために引き起こされた可能性が考えられる。
2019年12月、東京大学医科学研究所感染症国際研究センター システムウイルス学分野の佐藤准教授らは、160種のほ乳類ゲノム配列のメタ解析により、過去に大量のレトロウイルス感染を経験したと思われる種ほど多様なAPOBEC3遺伝子を持っていることが明らかとなった。これにより、APOBEC3ファミリー遺伝子とレトロウイルスが、ほ乳類の進化の過程において、進化的軍拡競争を繰り広げ、共進化してきたことが強く示唆された。

## ボルナウイルス
2010年、大阪大学微生物病研究所は、ヒト、非ヒト霊長類、げっ歯類、ジリスのゲノム内に塩基配列「内在性ボルナ様Nエレメント（Endogenous Borna-like N,EBLN）」を発見した。またボルナ病の原因となるボルナウイルスを感染させた細胞で遺伝子が逆転写され、細胞のゲノムに挿入されること、逆転写酵素を持たないRNAウイルスが宿主のレトロトランスポゾンを利用してゲノムに挿入されることを示した。
この発見によってレトロウイルス以外にもRNAウイルスの一つボルナウイルスの遺伝子が取り込まれており、ウイルス感染が4000万年前までさかのぼることとなった。

## 脊椎動物のRNAウイルスの進化史
RNAウイルスは脊椎動物の疾患（インフルエンザ、C型肝炎、エボラウイルス感染症）を引き起こすことが知られている。
2018年、Yong-Zhen Zhangらの研究グループは、これまでのRNAウイルス研究が哺乳類と鳥類のRNAウイルスに重点が置かれていたのに対して、魚類、爬虫類、両生類のRNAウイルスを調査した。この研究で、哺乳類と鳥類に感染することが知られている脊椎動物特異的なウイルスのファミリー（インフルエンザウイルス、フィロウイルス、ハンタウイルスなど）が両生類、爬虫類、魚類にも存在していることが判明した。Zhangらは、脊椎動物のRNAウイルスの進化史はその宿主の進化史とほぼ一致しており、これらのRNAウイルスの進化が数億年前に始まったことが示唆されると論じた。

## 参照
1. 1 2 3  Mahy & Van Regenmortel 2009, p. 24
2. 1 2  Villarreal, L.P. (2005). Viruses and the Evolution of Life. ASM Press. ISBN 978-1555813093
3. ↑  Castelle, C.J., Banfield, J.F. (2018). “Major New Microbial Groups Expand Diversity and Alter our Understanding of the Tree of Life”. Cell 172 (6):  1181-1197. doi:10.1016/j.cell.2018.02.016. PMID 29522741.
4. ↑  Mahy & Van Regenmortel 2009, p. 25
5. ↑  更科功全生物の「共通祖先」は「地球最初の生物」ではなかったかもしれない 38億年前に誕生した生命の謎2019.12.6.講談社
6. ↑  Mahy & Van Regenmortel 2009, p. 26
7. ↑  Dimmock, N.J. (2007). Introduction to Modern Virology. Blackwell. p. 16. ISBN 978-1-4051-3645-7
8. 1 2 3 4  Krupovic, M; Dolja, VV; Koonin, EV (2019). “Origin of viruses: primordial replicators recruiting capsids from hosts.”. Nature Reviews Microbiology 17 (7):  449–458. doi:10.1038/s41579-019-0205-6. PMID 31142823.
9. ↑  Mahy & Van Regenmortel 2009, pp. 362–378
10. ↑  Forterre P (June 2010). “Giant viruses: conflicts in revisiting the virus concept”. Intervirology 53 (5):  362–78. doi:10.1159/000312921. PMID 20551688.
11. 1 2 3  Nasir, Arshan; Kim, Kyung Mo; Caetano-Anollés, Gustavo (2012-09-01). “Viral evolution”. Mobile Genetic Elements 2 (5):  247–252. doi:10.4161/mge.22797. ISSN 2159-2543. PMC 3575434. PMID 23550145.
12. ↑  Leppard, Dimmock & Easton 2007, p. 16
13. ↑  Sussman, Topley & Wilson 1998, p. 11
14. ↑  Sussman, Topley & Wilson 1998, pp. 11–12
15. ↑  Piast, Radosław W. (June 2019). “Shannon's information, Bernal's biopoiesis and Bernoulli distribution as pillars for building a definition of life”. Journal of Theoretical Biology 470:  101–107. doi:10.1016/j.jtbi.2019.03.009. ISSN 0022-5193. PMID 30876803.
16. 1 2 3 4 5  堀江 真行, 朝長 啓造「哺乳類ゲノムに内在する非レトロウイルス型ＲＮＡウイルス」2010 年 60 巻 2 号 p. 143-154、科学技術振興機構「ヒトのゲノムにＲＮＡウイルス遺伝子を発見
４０００万年前までに感染か　最初の「ＲＮＡウイルス化石－生物進化の解明とＲＮＡ利用拡大の道を開く－」プレス平成２２年１月７日。ウイルス学：ゲノムに残ったウイルスの「化石」2010年1月7日 Nature 463, 7277
17. 1 2 3 4 5 6 7 8 9  ほ乳類とレトロウイルスの進化的軍拡競争の網羅的描出 研究成果東京大学医科学研究所2019年12月18日
18. 1 2 3  Evolution: The evolution of RNA viruses,Nature,2018年4月5日